# Peter Finkelgruen

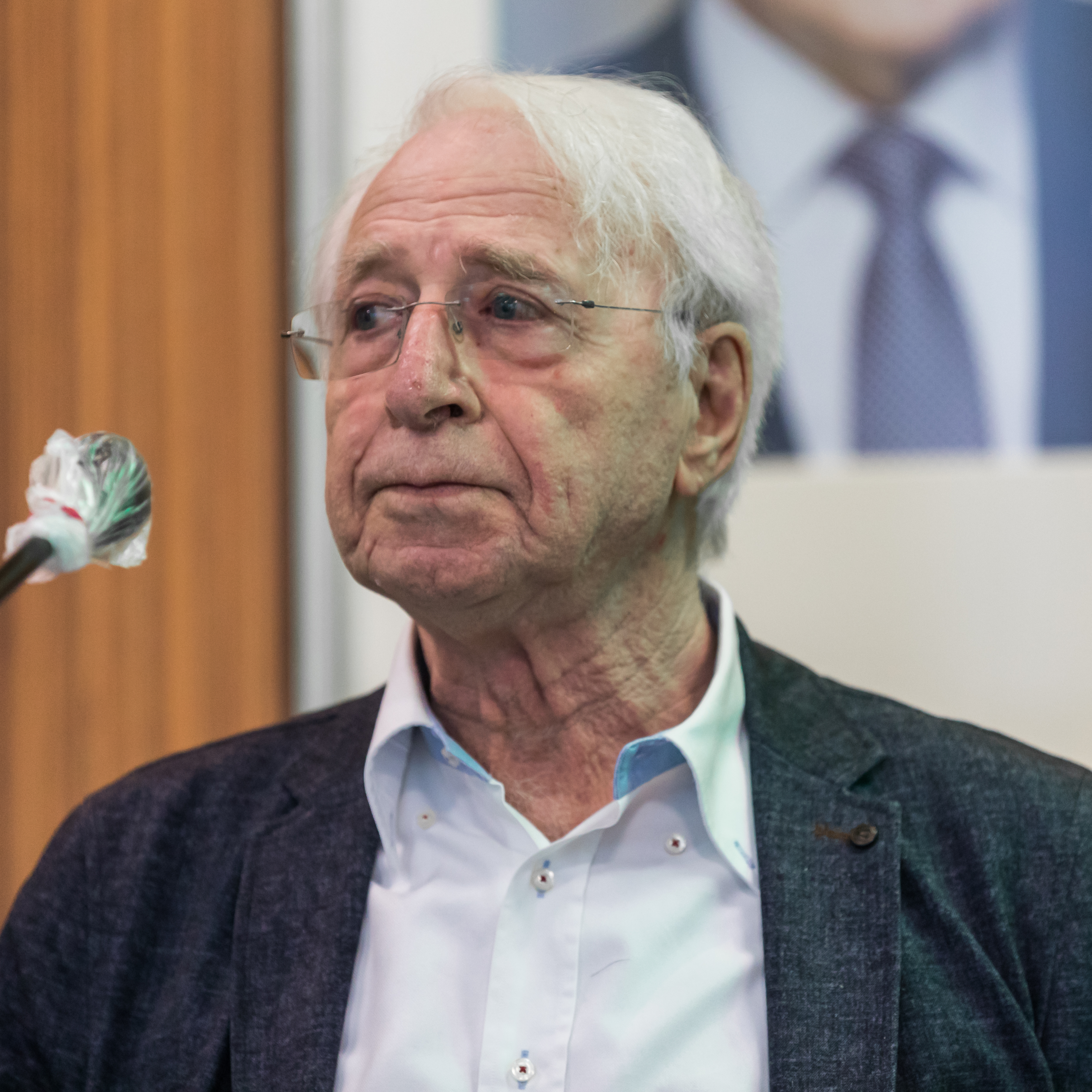
Peter Finkelgrün, 2020

Peter Finkelgruen (* 9. März 1942 in Shanghai) ist Rundfunkredakteur, Korrespondent und Autor.

## Leben
Peter Finkelgruen wurde in Shanghai geboren, wohin seine Eltern Ernestine, geb. Bartl, und Hans Finkelgrün aufgrund der NS-Verfolgung emigriert waren. 1943 wurde der Shanghaier Stadtteil Hongkew auf Druck der deutschen Regierung von den japanischen Besatzern zum Ghetto für sogenannte staatenlose Flüchtlinge erklärt (Shanghaier Ghetto), Peter Finkelgruens Vater starb dort im selben Jahr.
Nach der Befreiung Shanghais durch US-amerikanische Truppen kehrte Finkelgruens Mutter 1946 mit ihrem Sohn nach Prag zurück, wo ihre Mutter, Anna Bartl, lebte. Anna Bartl hatte Martin Finkelgruen (1876–1942), Peter Finkelgruens Großvater, für einige Zeit in ihrer Wohnung versteckt und sein Geschäft weitergeführt; sie war denunziert und deportiert worden. Im Gegensatz zu Martin Finkelgruen, der in der kleinen Festung Theresienstadt von dem SS-Wachmann Anton Malloth zu Tode geprügelt wurde, überlebte Anna Bartl die Konzentrationslager Ravensbrück, Auschwitz und Majdanek.
Peter Finkelgruen besuchte die Grundschule in Prag bis 1951 und wanderte nach dem Tod seiner Mutter mit seiner Großmutter nach Israel aus. Dort legte er acht Jahre später an der von der Church of Scotland geführten Tabeetha School in Jaffa das Abitur ab. Im selben Jahr übersiedelten Finkelgruen und seine Großmutter in die Bundesrepublik Deutschland, wo er in Freiburg im Breisgau, später in Köln und Bonn politische Wissenschaft, Soziologie und Geschichte studierte.
Von 1963 an war er Hörfunkredakteur und -sprecher bei der Deutschen Welle und von 1964 bis 1966 Leiter des Bonner Büros der Zeitschrift Jewish Observer and Middle East Review. 1966 kehrte er als Redakteur zur Deutschen Welle zurück. Von 1979 bis 1980 gab er gemeinsam mit Henryk M. Broder die Zeitschrift Freie Jüdische Stimme heraus.
1981 wurde Finkelgruen als Auslandskorrespondent der Deutschen Welle nach Israel entsandt und leitete von 1982 bis 1988 das Jerusalem-Büro der Friedrich-Naumann-Stiftung. In dieser Zeit schrieb er Beiträge für verschiedene Zeitschriften, etwa für Das Parlament und liberal, und veröffentlichte Texte in Anthologien, z. B. Fremd im eigenen Land.
Nach seiner Rückkehr aus Israel wurde Finkelgruen von einer Mitgefangenen und Freundin seiner Großmutter über die näheren Umstände der Ermordung seines Großvaters aufgeklärt. In den zehn folgenden Jahren versuchte er eine Anklage gegen den Täter, Anton Malloth, durch eine deutsche Staatsanwaltschaft zu erreichen. Die damit verbundenen teils frustrierenden Erfahrungen dokumentierte er in den autobiografischen Büchern Haus Deutschland. Die Geschichte eines ungesühnten Mordes und Erlkönigs Reich. Die Geschichte einer Täuschung. Die Geschichte wurde von dem israelischen Dramatiker Joshua Sobol unter dem Titel Schöner Toni in einem Theaterstück verarbeitet, das 1994 in der Inszenierung von Bruno Klimek am Düsseldorfer Schauspielhaus uraufgeführt wurde. 1998 drehte Dietrich Schubert über Finkelgruen einen Dokumentarfilm mit dem Titel Unterwegs als sicherer Ort.
Im Dezember 2010 nahm Finkelgruen öffentlich zu der sogenannten „Kölner Klagemauer“ Stellung, die er gemeinsam mit weiteren Autoren als antisemitisch bezeichnete.
Er war 1989 Mitinitiator des Artikel-19-Verlages und ist als Mitherausgeber in der deutschen Erstausgabe der Satanischen Verse von Salman Rushdie verzeichnet.
Finkelgruen war bis 2011 Vorstandsmitglied im P.E.N.-Zentrum deutschsprachiger Autoren im Ausland. Im Juli 2013 wurde er als stellvertretendes Mitglied in den Rundfunkrat des Westdeutschen Rundfunks entsandt.
Im März 2012 wurde anlässlich seines 70. Geburtstages und zur Erinnerung an seinen ermordeten Großvater nahe seiner Wohnung von der Bezirksvertretung Köln-Sülz und Freunden ein Gedenkstein eingeweiht. Dieser wurde Ende Juni 2016 durch einen antisemitischen Farbanschlag geschändet.
Im Februar 2017 hielt Finkelgruen in Peking auf Einladung der dortigen Botschaften Tschechiens, Israels und Deutschlands eine Shoah-Gedenkrede.
2020 erschien sein bereits 1981 abgeschlossenes Buch Soweit er Jude war… Moritat von der Bewältigung des Widerstandes. Die Edelweißpiraten als Vierte Front in Köln.

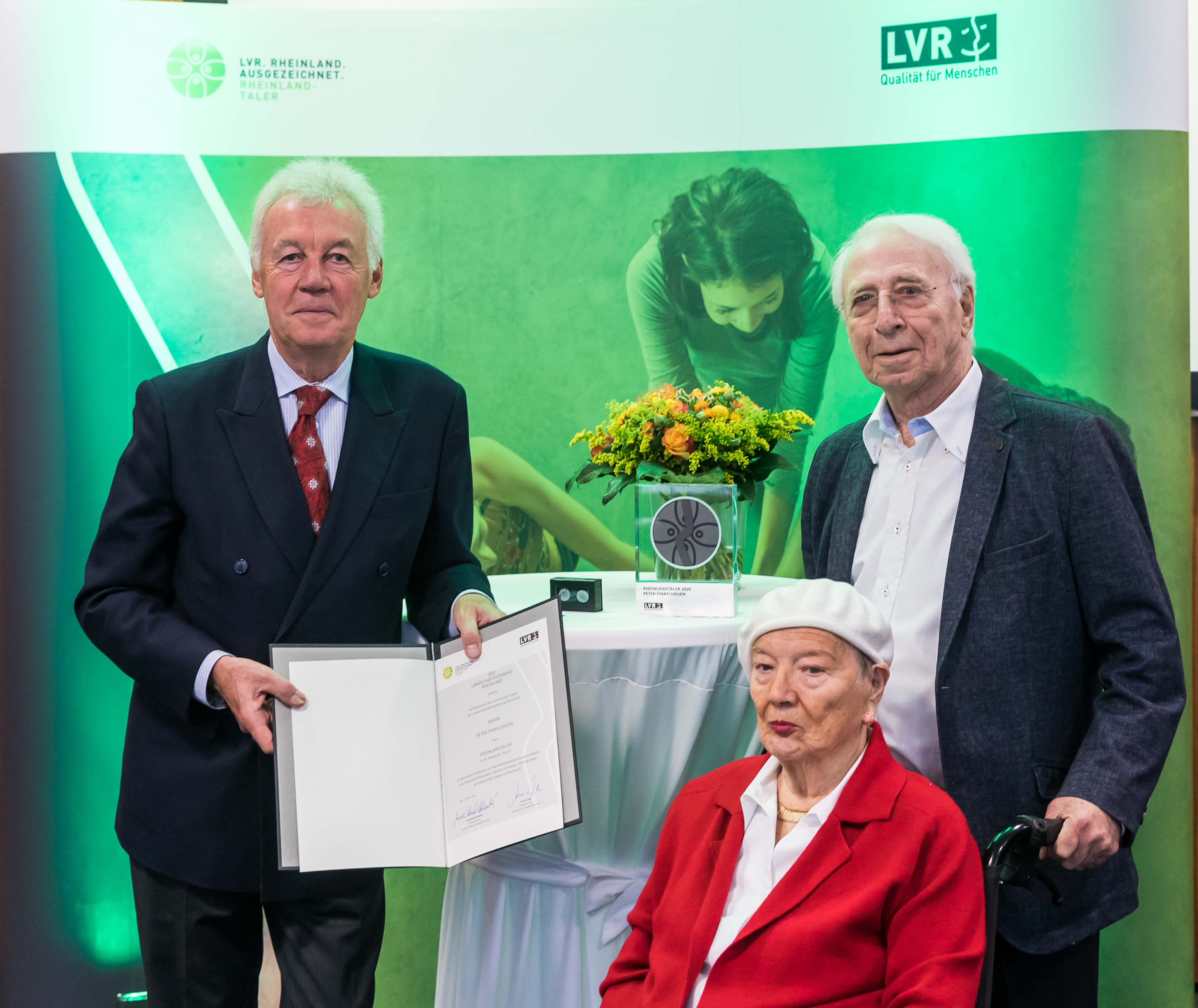
Verleihung des Rheinlandtalers des LVR an Peter Finkelgruen. Links Laudator Jürgen Wilhelm, vor ihm Finkelgruens Frau, Gertrud Seehaus

Der Landschaftsverband Rheinland (LVR) zeichnete ihn im Oktober 2020 mit dem Rheinlandtaler in der Kategorie „Kultur“ aus. Im Jahr 2021 erhielt Finkelgruen das Bundesverdienstkreuz. 2022 erschien das biografisch orientierte Werk Mich erfüllte ein Gefühl von Stolz. Ich hatte es geschafft. Peter Finkelgruen: Ein halbes Jahrhundert Leben als Jude in Deutschland über wesentliche Aspekte und Auseinandersetzungen seines Lebens.
Finkelgruen, der mit der 2021 gestorbenen Schriftstellerin Gertrud Seehaus verheiratet war, lebt und arbeitet in Köln.

## Werke
- Haus Deutschland. Die Geschichte eines ungesühnten Mordes. Reinbek bei Hamburg 1998, ISBN 978-3-499-19610-2 (Erstveröffentlichung Berlin 1992)
- Erlkönigs Reich. Die Geschichte einer Täuschung. Rowohlt Verlag, Berlin 1997.
- Opa und Oma hatten kein Fahrrad, zusammen mit Gertrud Seehaus. Books on Demand, Norderstedt 2007.
- „Soweit er Jude war...“ Moritat von der Bewältigung des Widerstandes. Die Edelweißpiraten als Vierte Front in Köln. Herausgeber: Roland Kaufhold, Andrea Livnat und Nadine Engelhart. Books on Demand. Norderstedt 2020.

Als Herausgeber
- Salman Rushdie: Die Satanischen Verse. Artikel 19 Verlag, 1989.
- Jubeljung begeisterungsfähig – Zum 90. Geburtstag von Ralph Giordano. Books on Demand, Norderstedt 2013, ISBN 978-3-7322-3214-7.